# Helius matilei
Helius matilei är en tvåvingeart som beskrevs av Hynes 1993. Helius matilei ingår i släktet Helius och familjen småharkrankar. Inga underarter finns listade i Catalogue of Life.